# Oscar za najlepszą charakteryzację i fryzury
Oscar za najlepszą charakteryzację i fryzury (dawniej Oscar za najlepszą charakteryzację) – jedna z Nagród Akademii Filmowej przyznawana przez Amerykańską Akademię Sztuki i Wiedzy Filmowej (Academy of Motion Picture Arts and Sciences).
Oscary za najlepszą charakteryzację i fryzury są rozdawane corocznie przez Akademię Sztuki i Wiedzy Filmowej za najlepszą charakteryzację dla filmu z poprzedniego roku. Po raz pierwszy nagroda została wręczona dla filmów wyprodukowanych w 1981 roku. W 2012 roku zmieniono nagrodzie nazwę na obecną.

## Zwycięzcy i nominowani
W poniższej tabeli, lata są wymienione, jak według konwencji Amerykańskiej Akademii Filmowej, i ogólnie odpowiadają roku realizacji filmu. Ceremonie wręczania Oscarów odbywają się zawsze w następnym roku. Filmy na łososiowym tle otrzymały Oscary Honorowe i Specjalne; pozostałe otrzymały zwykłą nagrodę Oscara za najlepszą charakteryzację.
     Oscary Honorowe i Specjalne (1964–1981)
     Oscar za najlepszą charakteryzację (1982–obecnie)

### Lata 60.
| Rok                        | Film              | Charakteryzator |
| -------------------------- | ----------------- | --------------- |
| 1964 (37. ceremonia)       |                   |                 |
| Siedem wcieleń doktora Lao | William J. Tuttle |                 |
| 1968 (41. ceremonia)       |                   |                 |
| Planeta Małp               | John Chambers     |                 |

### 1981–1989
| Rok                                     | Film                                       | Charakteryzator |
| --------------------------------------- | ------------------------------------------ | --------------- |
| 1981 (54. ceremonia)                    |                                            |                 |
| Amerykański wilkołak w Londynie         | Rick Baker                                 |                 |
| Serce robota                            | Stan Winston                               |                 |
| 1982 (55. ceremonia)                    |                                            |                 |
| Walka o ogień                           | Sarah Monzani, Michèle Burke               |                 |
| Gandhi                                  | Tom Smith                                  |                 |
| 1983 (56. ceremonia)                    |                                            |                 |
| Nagrody nie przyznano                   |                                            |                 |
| 1984 (57. ceremonia)                    |                                            |                 |
| Amadeusz                                | Paul LeBlanc, Dick Smith                   |                 |
| Greystoke: Legenda Tarzana, władcy małp | Rick Baker, Paul Engelen                   |                 |
| 2010: Odyseja kosmiczna                 | Michael Westmore                           |                 |
| 1985 (58. ceremonia)                    |                                            |                 |
| Maska                                   | Michael Westmore, Zoltan Elek              |                 |
| Kolor purpury                           | Ken Chase                                  |                 |
| Remo                                    | Carl Fullerton                             |                 |
| 1986 (59. ceremonia)                    |                                            |                 |
| Mucha                                   | Chris Walas, Stephan Dupuis                |                 |
| Klan niedźwiedzia jaskiniowego          | Michael Westmore, Michèle Burke            |                 |
| Legenda                                 | Rob Bottin, Peter Robb-King                |                 |
| 1987 (60. ceremonia)                    |                                            |                 |
| Harry i Hendersonowie                   | Rick Baker                                 |                 |
| Szczęśliwego Nowego Roku                | Bob Laden                                  |                 |
| 1988 (61. ceremonia)                    |                                            |                 |
| Sok z żuka                              | Ve Neill, Steve La Porte, Robert Short     |                 |
| Książę w Nowym Jorku                    | Rick Baker                                 |                 |
| Wigilijny show                          | Tom Burman, Bari Dreiband-Burman           |                 |
| 1989 (62. ceremonia)                    |                                            |                 |
| Wożąc panią Daisy                       | Manlio Rocchetti, Lynn Barber, Kevin Haney |                 |
| Przygody barona Munchausena             | Maggie Weston, Fabrizio Sforza             |                 |
| Tato                                    | Dick Smith, Ken Diaz, Greg Nelson          |                 |

### 1990–1999
| Rok                                           | Film                                                 | Charakteryzator |
| --------------------------------------------- | ---------------------------------------------------- | --------------- |
| 1990 (63. ceremonia)                          |                                                      |                 |
| Dick Tracy                                    | John Caglione, Doug Drexler                          |                 |
| Cyrano de Bergerac                            | Michèle Burke, Jean-Pierre Eychenne                  |                 |
| Edward Nożycoręki                             | Ve Neill, Stan Winston                               |                 |
| 1991 (64. ceremonia)                          |                                                      |                 |
| Terminator 2: Dzień sądu                      | Stan Winston, Jeff Dawn                              |                 |
| Hook                                          | Christina Smith, Monty Westmore, Greg Cannom         |                 |
| Star Trek VI: Wojna o pokój                   | Michael Mills, Edward French, and Richard Snell      |                 |
| 1992 (65. ceremonia)                          |                                                      |                 |
| Drakula                                       | Greg Cannom, Michèle Burke, Matthew W. Mungle        |                 |
| Powrót Batmana                                | Ve Neill, Ronnie Specter, Stan Winston               |                 |
| Hoffa                                         | Ve Neill, Greg Cannom, John Blake                    |                 |
| 1993 (66. ceremonia)                          |                                                      |                 |
| Pani Doubtfire                                | Greg Cannom, Ve Neill, Yolanda Toussieng             |                 |
| Filadelfia                                    | Carl Fullerton, Alan D’Angerio                       |                 |
| Lista Schindlera                              | Christina Smith, Matthew Mungle, Judy Alexander Cory |                 |
| 1994 (67. ceremonia)                          |                                                      |                 |
| Ed Wood                                       | Rick Baker, Ve Neill, Yolanda Toussieng              |                 |
| Forrest Gump                                  | Daniel C. Striepeke, Hallie D’Amore, Judith A. Cory  |                 |
| Frankenstein                                  | Daniel Parker, Paul Engelen, Carol Hemming           |                 |
| 1995 (68. ceremonia)                          |                                                      |                 |
| Braveheart. Waleczne serce                    | Peter Frampton, Paul Pattison, Lois Burwell          |                 |
| Moja rodzina                                  | Ken Diaz, Mark Sanchez                               |                 |
| Współlokatorzy                                | Greg Cannom, Bob Laden, Colleen Callaghan            |                 |
| 1996 (69. ceremonia)                          |                                                      |                 |
| Gruby i chudszy                               | Rick Baker, David LeRoy Anderson                     |                 |
| Duchy Missisipi                               | Matthew W. Mungle, Deborah La Mia Denaver            |                 |
| Star Trek: Pierwszy kontakt                   | Michael Westmore, Scott Wheeler, Jake Garber         |                 |
| 1997 (70. ceremonia)                          |                                                      |                 |
| Faceci w czerni                               | Rick Baker, David LeRoy Anderson                     |                 |
| Jej wysokość pani Brown                       | Lisa Westcott, Veronica Brebner, Beverley Binda      |                 |
| Titanic                                       | Tina Earnshaw, Greg Cannom, Simon Thompson           |                 |
| 1998 (71. ceremonia)                          |                                                      |                 |
| Elizabeth                                     | Jenny Shircore                                       |                 |
| Szeregowiec Ryan                              | Lois Burwell, Conor O’Sullivan, Daniel C. Striepeke  |                 |
| Zakochany Szekspir                            | Lisa Westcott, Veronica Brebner                      |                 |
| 1999 (72. ceremonia)                          |                                                      |                 |
| Topsy-Turvy                                   | Christine Blundell, Trefor Proud                     |                 |
| Austin Powers: Szpieg, który nie umiera nigdy | Michèle Burke, Mike Smithson                         |                 |
| Człowiek przyszłości                          | Greg Cannom                                          |                 |
| Życie                                         | Rick Baker                                           |                 |

### 2000–2009
| Rok                                               | Film                                    | Charakteryzator |
| ------------------------------------------------- | --------------------------------------- | --------------- |
| 2000 (73. ceremonia)                              |                                         |                 |
| Grinch: Świąt nie będzie                          | Rick Baker, Gail Ryan                   |                 |
| Cela                                              | Michèle Burke, Edouard F. Henriques     |                 |
| Cień wampira                                      | Ann Buchanan, Amber Sibley              |                 |
| 2001 (74. ceremonia)                              |                                         |                 |
| Władca Pierścieni: Drużyna Pierścienia            | Peter Owen, Richard Taylor              |                 |
| Piękny umysł                                      | Greg Cannom, Colleen Callaghan          |                 |
| Moulin Rouge!                                     | Maurizio Silvi, Aldo Signoretti         |                 |
| 2002 (75. ceremonia)                              |                                         |                 |
| Frida                                             | John Jackson, Beatrice De Alba          |                 |
| Wehikuł czasu                                     | John M. Elliott Jr. and Barbara Lorenz  |                 |
| 2003 (76. ceremonia)                              |                                         |                 |
| Władca Pierścieni: Powrót króla                   | Richard Taylor, Peter King              |                 |
| Pan i władca: Na krańcu świata                    | Edouard F. Henriques, Yolanda Toussieng |                 |
| Piraci z Karaibów: Klątwa Czarnej Perły           | Ve Neill, Martin Samuel                 |                 |
| 2004 (77. ceremonia)                              |                                         |                 |
| Lemony Snicket: Seria niefortunnych zdarzeń       | Valli O’Reilly, Bill Corso              |                 |
| Pasja                                             | Keith VanderLaan, Christien Tinsley     |                 |
| W stronę morza                                    | Jo Allen, Manuel García                 |                 |
| 2005 (78. ceremonia)                              |                                         |                 |
| Opowieści z Narnii: Lew, czarownica i stara szafa | Howard Berger, Tami Lane                |                 |
| Człowiek ringu                                    | David Leroy Anderson, Lance Anderson    |                 |
| Gwiezdne wojny: część III – Zemsta Sithów         | Dave Elsey, Nikki Gooley                |                 |
| 2006 (79. ceremonia)                              |                                         |                 |
| Labirynt fauna                                    | David Martí, Montse Ribé                |                 |
| Apocalypto                                        | Aldo Signoretti, Vittorio Sodano        |                 |
| Klik: I robisz, co chcesz                         | Kazuhiro Tsuji, Bill Corso              |                 |
| 2007 (80. ceremonia)                              |                                         |                 |
| Niczego nie żałuję – Edith Piaf                   | Didier Lavergne, Jan Archibald          |                 |
| Norbit                                            | Rick Baker, Kazuhiro Tsuji              |                 |
| Piraci z Karaibów: Na krańcu świata               | Ve Neill, Martin Samuel                 |                 |
| 2008 (81. ceremonia)                              |                                         |                 |
| Ciekawy przypadek Benjamina Buttona               | Greg Cannom                             |                 |
| Mroczny Rycerz                                    | John Caglione Jr., Conor O’Sullivan     |                 |
| Hellboy: Złota armia                              | Mike Elizalde, Thom Floutz              |                 |
| 2009 (82. ceremonia)                              |                                         |                 |
| Star Trek                                         | Barney Burman, Mindy Hall, Joel Harlow  |                 |
| Boski                                             | Aldo Signoretti, Vittorio Sodano        |                 |
| Młoda Wiktoria                                    | Jon Henry Gordon, Jenny Shircore        |                 |

### 2010–2019
| Rok                                            | Film                                                                | Charakteryzator |
| ---------------------------------------------- | ------------------------------------------------------------------- | --------------- |
| 2010 (83. ceremonia)                           |                                                                     |                 |
| Wilkołak                                       | Rick Baker, Dave Elsey                                              |                 |
| Świat według Barneya                           | Adrien Morot                                                        |                 |
| Niepokonani                                    | Gregory Funk, Edouard F. Henriques i Yolanda Toussieng              |                 |
| 2011 (84. ceremonia)                           |                                                                     |                 |
| Żelazna Dama                                   | Mark Coulier i J. Roy Helland                                       |                 |
| Albert Nobbs                                   | Martial Corneville, Lynn Johnson i Matthew W. Mungle                |                 |
| Harry Potter i Insygnia Śmierci: Część II      | Nick Dudman, Amanda Knight i Lisa Tomblin                           |                 |
| 2012 (85. ceremonia)                           |                                                                     |                 |
| Les Misérables. Nędznicy                       | Lisa Westcott i Julie Dartnell                                      |                 |
| Hitchcock                                      | Howard Berger, Peter Montagna i Martin Samuel                       |                 |
| Hobbit: Niezwykła podróż                       | Peter Swords King, Rick Findlater i Tami Lane                       |                 |
| 2013 (86. ceremonia)                           |                                                                     |                 |
| Witaj w klubie                                 | Adruitha Lee i Robin Mathews                                        |                 |
| Jackass: Bezwstydny dziadek                    | Stephen Prouty                                                      |                 |
| Jeździec znikąd                                | Joel Harlow i Gloria Pasqua-Casny                                   |                 |
| 2014 (87. ceremonia)                           |                                                                     |                 |
| Grand Budapest Hotel                           | Frances Hannon i Mark Coulier                                       |                 |
| Foxcatcher                                     | Bill Corso i Dennis Liddiard                                        |                 |
| Strażnicy Galaktyki                            | Elizabeth Yianni-Georgiou i David White                             |                 |
| 2015 (88. ceremonia)                           |                                                                     |                 |
| Mad Max: Na drodze gniewu                      | Lesley Vanderwalt, Elka Wardega i Damian Martin                     |                 |
| Stulatek, który wyskoczył przez okno i zniknął | Love Larson i Eva von Bahr                                          |                 |
| Zjawa                                          | Siân Grigg, Duncan Jarman i Robert Pandini                          |                 |
| 2016 (89. ceremonia)                           |                                                                     |                 |
| Legion samobójców                              | Alessandro Bertolazzi, Giorgio Gregorini i Christopher Allen Nelson |                 |
| Mężczyzna imieniem Ove                         | Love Larson i Ewa Von Bahr                                          |                 |
| Star Trek: W nieznane                          | Richard Alonzo i Joel Harlow                                        |                 |
| 2017 (90. ceremonia)                           |                                                                     |                 |
| Czas mroku                                     | Kazuhiro Tsuji, David Malinowski i Lucy Sibbick                     |                 |
| Powiernik królowej                             | Daniel Phillips i Lou Sheppard                                      |                 |
| Cudowny chłopak                                | Arjen Tuiten                                                        |                 |
| 2018 (91. ceremonia)                           |                                                                     |                 |
| Vice                                           | Greg Cannom, Kate Biscoe i Patricia Dehaney                         |                 |
| Granica                                        | Göran Lundström i Pamela Goldamer                                   |                 |
| Maria, królowa Szkotów                         | Jenny Shircole, Marc Pilcher i Jessica Brooks                       |                 |
| 2019 (92. ceremonia)                           |                                                                     |                 |
| Gorący temat                                   | Kazu Hiro, Anne Morgan i Vivian Baker                               |                 |
| Joker                                          | Nicki Ledermann i Kay Georgiou                                      |                 |
| Judy                                           | Jeremy Woodhead                                                     |                 |
| Czarownica 2                                   | Paul Gooch, Arjen Tuiten i David White                              |                 |
| 1917                                           | Naomi Donne, Tristan Versluis i Rebecca Cole                        |                 |

### 2020–2029
| Rok                     | Film                                                      | Charakteryzator |
| ----------------------- | --------------------------------------------------------- | --------------- |
| 2020 (93. ceremonia)    |                                                           |                 |
| Ma Rainey: Matka bluesa | Sergio Lopez-Rivera, Mia Neal i Jamika Wilson             |                 |
| Elegia dla bidoków      | Eryn Krueger Mekash, Matthew W. Mungle i Patricia Dehaney |                 |
| Emma                    | Marese Langan, Laura Allen i Claudia Stolze               |                 |
| Mank                    | Gigi Williams, Kimberley Spiteri i Colleen LaBaff         |                 |
| Pinokio                 | Mark Coulier, Dalia Colli i Francesco Pegoretti           |                 |
| 2021 (94. ceremonia)    |                                                           |                 |
| Oczy Tammy Faye         | Linda Dowds, Stephanie Ingram i Justin Raleigh            |                 |
| Cruella                 | Nadia Stacey, Naomi Donne i Julia Vernon                  |                 |
| Diuna                   | Donald Mowat, Love Larson i Eva von Bahr                  |                 |
| Dom Gucci               | Göran Lundström, Anna Carin Lock i Frederic Aspiras       |                 |
| Książę w Nowym Jorku 2  | Mike Marino, Stacey Morris i Carla Farmer                 |                 |